# Rif (Einheit)
Rif war ein Längenmaß in Jugoslawien und in Ungarn ein Ellenmaß
- Jugoslawien: 1 Rif = 0,777 Meter